# Mouclade
La mouclade est un plat à base de moules et de safran. Son origine est en Charente-Maritime, au nord de La Rochelle, dans le village d'Esnandes où la mytiliculture est très présente.
Le mot mouclade provient du saintongeais moucle, qui signifie « moule ».
Marie-Thérèse Lhermite propriétaire d'un petit bistro a Esnandes, est créditée de la création de la recette, en 1903 elle aurait eu l’idée d’ajouter les nouvelles épices (safran, piment) que les bateaux ramenait d’Inde a La Rochelle à sa recette de moules.
La mouclade charentaise se prépare avec des moules, des oignons, du beurre, des jaunes d'œuf, du lait ou de la crème. On y ajoute du piment et du safran.

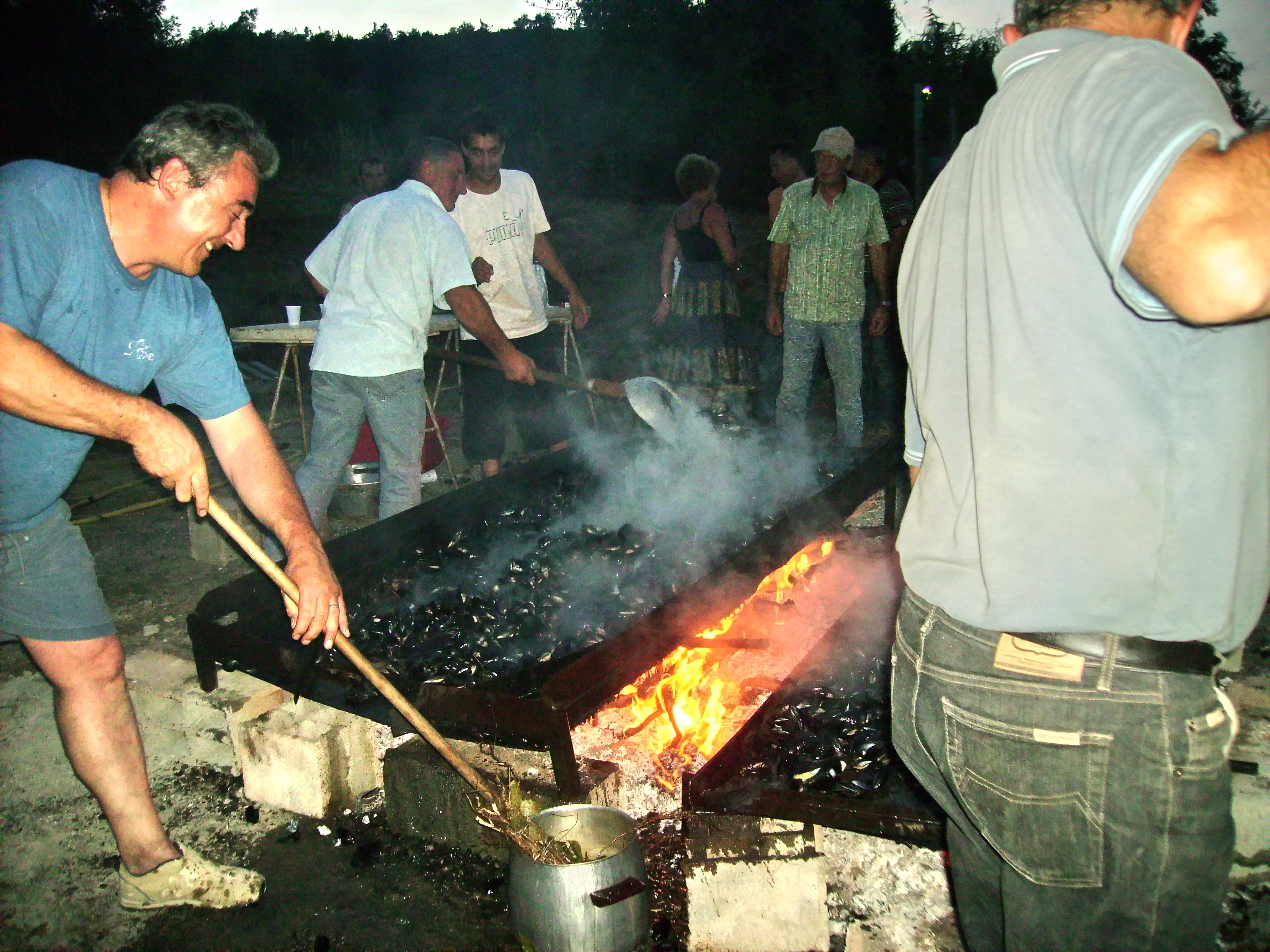
Fabrication de la mouclade lors d'une soirée festive.

Le terme de Mouclade peut également faire référence a une célébration festive se terminant typiquement par la cuisson collective de moules